# Continuité des erreurs quantiques
Par opposition aux erreurs classiques, les erreurs quantiques sont continues pour un code quantique. Dans le modèle classique, chaque bit de données transmis est inversé avec une certaine probabilité, comme par exemple, le modèle d'erreur commun du canal binaire symétrique). À l'opposé, les erreurs quantiques possibles forment un continuum d'erreurs, ce qui rend la tâche d'élaborer un code quantique difficile par rapport aux codes classiques.
Le traitement de l’information quantique est similaire dans son processus à celui de l’information classique dans le sens où l’information est encodée sur un système physique, que le système est modifié par un traitement et que le processus s'achève par la lecture du résultat. 
Cependant, c'est l’information quantique en elle-même qui est différente de l’information classique. 
Les ordinateurs quantiques sont sensibles au bruit, à la décohérence et aux imperfections dans les portes quantiques. 
La correction des erreurs quantiques est appelée QEC (Quantum Error Correction). Les codes de correction quantiques ont évolué mais le taux d’erreur des ordinateurs quantiques reste très élevé, entre 1 % et 0,1 % ce qui équivaut, en moyenne, à 1 erreur sur 100 à 1 000 opérations de porte quantique. Ce taux d'erreur élevé altère le travail des algorithmes qui requièrent des milliards d’opérations.
Plusieurs facteurs rendent la correction quantique difficile.
Le théorème d’impossibilité du clonage quantique interdit la copie d'une information quantique inconnue pour introduire de la redondance.   
Alors que les erreurs classiques sont seulement du type inversion de bit 0-1 ou 1-0, un bit quantique (qubit) étant une superposition continue de l’état 0 et de l’état 1, une infinité d’erreurs quantiques  peuvent exister, l’erreur pouvant être n’importe quel changement des coefficients de la superposition. 
Mais les erreurs quantiques peuvent peuvent être à la fois discrètes ou continues.
Il existe deux types fondamentaux d’erreurs quantiques : les retournements de bits et les retournements de phase. Ces deux erreurs peuvent également se combiner.
Les erreurs de retournement de bits se produisent lorsqu’un qubit passe de 0 à 1 ou inversement.
Ces erreurs de basculement de bits sont analogues à une erreur classique de retournement de bits.
Les erreurs de retournement de phase se produisent lorsqu’un qubit change sa phase. Ce type d'erreur n'a pas d'équivalent dans les types d’erreurs classiques.
Les erreurs de retournement de bits peuvent être corrigées par des codes de répétition comme le code trois bits, mais ces codes de répétition ne peuvent pas corriger les erreurs de retour de phase ou les erreurs combinées. Des codes de correction d’erreurs quantiques plus élaborés sont nécessaires.
L'interaction des systèmes quantiques avec leur environnement peut amener à une décohérence. La fuite de l’information quantique dispersée dans l’environnement se traduit par une perte des propriétés quantiques et l'évolution vers un comportement classique. 
Pour protéger le système quantique dans lequel l’information est encodée par superpositions d'état et éviter sa déperdition, celui-ci est intégré dans un système plus grand qui fait écran à la fuite d’information vers l’environnement. La correction d’erreurs consiste ensuite à récupérer l’information qui s'est déplacée vers le système écran et à la replacer dans son système initial. Dans un grand système comportant plus de qubits est créé un sous-espace destiné à abriter le système quantique. Si l’information quantique sort du sous-espace protégé en cas d’interaction parasite, elle reste cepndant dans le grand système. L’erreur est corrigeable car, l’information quantique étant encore disponible dans le grand système, elle peut être ramenée dans le sous-espace protégé.
Une opération de détection de syndrome permet, grâce à une mesure sur le système global de trouver où est partie l’information. Le rapatriement de l’information dans le sous-espace protégé permet la correction de l’erreur.         
L'opération de détection de syndrome est répétée fréquemment pour détecter tout éventuel déplacement de l’information et la réintégrer alors dans son sous-espace protégé.

### Articles
- Serge Haroche, « Les codes correcteurs quantiques: contrôle de la décohérence due à un environnement arbitraire » [PDF], sur Collège de France, 23 novembre 2004.
- (en) Steven Herbert, « Quantum Computing (CST Part II) Lecture 13: Quantum Error Correction » [PDF], sur Department of Computer Science and Technology, University of Cambridge, 2022.
- David Larousserie, « Calcul quantique : l’inévitable besoin de corriger les erreurs », Le Monde,‎ 22 avril 2024 (lire en ligne, consulté le 18 octobre 2024).
- Sonia Lopez Bravo, « Codes de correction des erreurs quantiques - Azure Quantum », sur learn.microsoft.com, 16 septembre 2024 (consulté le 18 octobre 2024).
- (en) Joschka Roffe, « Quantum Error Correction: An Introductory Guide », Contemporary Physics, vol. 60, no 3,‎ 3 juillet 2019, p. 226–245 (ISSN 0010-7514 et 1366-5812, DOI 10.1080/00107514.2019.1667078, lire en ligne, consulté le 19 octobre 2024).
- Isabelle Zaquine et Filippo Miatto, « La correction d'erreurs », sur www.telecom-paris-alumni.fr (consulté le 19 octobre 2024).